# Вренська Горца
Вренська Горца (словен. Vrenska Gorca) — поселення в общині Козє, Савинський регіон, Словенія. Висота над рівнем моря: 225 м. 